# Guillermo Levratto
Guillermo José Levratto Pereira (Fray Bentos, Río Negro, 26 de febrero de 1972), es un arquitecto y político uruguayo, actual Intendente de Río Negro, perteneciente al Frente Amplio.

## Biografía
En 1991 comenzó sus estudios universitarios en la Facultad de Arquitectura, en Montevideo. Cuando se recibió, regresó a su ciudad natal, Fray Bentos, donde se desarrolló como profesional.
Fue Secretario General de la Intendencia de Río Negro entre 2015 y 2020, cuando Oscar Terzaghi se desempeñó como el primer intendente del Frente Amplio del departamento. El último año del período asumió como intendente interino del departamento, por la renuncia de Terzaghi para hacer campaña de reelección.
El 11 de mayo de 2025, en las elecciones departamentales y municipales, fue electo como intendente de Río Negro.
Anunció una página web propia el 29 de mayo, para comunicar el proceso de transición y lo referido a la nueva gestión.